# Broer
Een broer of broeder is een mannelijk familielid, waarbij de verwantschap is ontstaan door het hebben van een gemeenschappelijke moeder en vader.
Broers die slechts één ouder gemeen hebben noemt men halfbroers.
Een stiefbroer of stiefbroeder is een broer uit een ander huwelijk van een van de ouders, dan waaruit men zelf geboren is. Dit komt bijvoorbeeld voor wanneer een weduwe huwt met een weduwnaar. Stiefbroeders hebben geen gemeenschappelijke vader of moeder en zijn dus geen bloedverwanten.
Een zwager of schoonbroer is een mannelijk aangetrouwd familielid, waarbij de verwantschap is ontstaan door een huwelijk van de persoon zelf, een broer of een zus. Schoonbroers hebben geen gemeenschappelijke vader of moeder en zijn dus ook geen bloedverwanten.